# Frédéric Bougeant
Frédéric Bougeant (født 6. december 1974) er en fransk tidligere håndboldspiller og nuværende håndboldtræner. Han har siden 2016 været landstræner for Senegals kvindehåndboldlandshold. Han vundet adskillige titler, med alle de hold han der trænet gennem tiden. Han seneste cheftræner for klubhold var i franske Nantes Atlantique Handball, hvor han var træner i et halvt år. 